# Diocesi di Guarabira
La diocesi di Guarabira (in latino: Dioecesis Guarabirensis) è una sede della Chiesa cattolica in Brasile suffraganea dell'arcidiocesi della Paraíba. Nel 2021 contava 429.365 battezzati su 485.600 abitanti. È retta dal vescovo Aldemiro Sena dos Santos.

## Territorio
La diocesi comprende 32 comuni dello stato brasiliano della Paraíba: Guarabira, Alagoa Grande, Alagoinha, Algodão de Jandaíra, Araçagi, Arara, Araruna, Areia, Bananeiras, Belém, Borborema, Cacimba de Dentro, Caiçara, Casserengue, Cuitegi, Dona Inês, Duas Estradas, Juarez Távora, Lagoa de Dentro, Logradouro, Mari, Mulungu, Pilões, Pilõezinhos, Pirpirituba, Remígio, Riachão, Serra da Raiz, Serraria, Sertãozinho, Solânea e Tacima.
Sede vescovile è la città di Guarabira, dove si trova la cattedrale di Nostra Signora della Luce.
Il territorio si estende su 4.391 km² ed è suddiviso in 32 parrocchie, raggruppate in 6 foranie: Alagoa Grande, Araruna, Guarabira, Pirpirituba, Bananeiras e Areia.

## Storia
La diocesi è stata eretta l'11 ottobre 1980 con la bolla Cum exoptaret di papa Giovanni Paolo II, ricavandone il territorio dall'arcidiocesi della Paraíba.
Il 20 novembre 1999 si è ampliata con le parrocchie di Nostra Signora Immacolata di Areia, Nostra Signora del Buon Viaggio di Alagoa Grande e Nostra Signora del Patrocinio di Remígio, appartenute all'arcidiocesi della Paraíba.
Nel 2004 a Guarabira è stato inaugurato il Santuário Memorial Frei Damião, dedicato al missionario cappuccino Damiano da Bozzano, conosciuto in Brasile come "Frei Damião".

## Cronotassi dei vescovi
Si omettono i periodi di sede vacante non superiori ai 2 anni o non storicamente accertati.
- Marcelo Pinto Carvalheria † (9 novembre 1981 - 29 novembre 1995 nominato arcivescovo della Paraíba)
  - Sede vacante (1995-1998)
- Antônio Muniz Fernandes, O.Carm. (4 febbraio 1998 - 22 novembre 2006 nominato arcivescovo di Maceió)
- Francisco de Assis Dantas de Lucena (28 maggio 2008 - 13 luglio 2016 nominato vescovo di Nazaré)
- Aldemiro Sena dos Santos, dal 4 ottobre 2017

## Statistiche
La diocesi nel 2021 su una popolazione di 485.600 persone contava 429.365 battezzati, corrispondenti all'88,4% del totale.
| anno | popolazione | popolazione | popolazione | presbiteri | presbiteri | presbiteri | presbiteri                | diaconi | religiosi | religiosi | parrocchie |
| anno | battezzati  | totale      | %           | numero     | secolari   | regolari   | battezzati per presbitero | diaconi | uomini    | donne     | parrocchie |
| ---- | ----------- | ----------- | ----------- | ---------- | ---------- | ---------- | ------------------------- | ------- | --------- | --------- | ---------- |
| 1990 | 316.069     | 351.187     | 90,0        | 12         | 8          | 4          | 26.339                    | 2       | 4         | 22        | 13         |
| 1999 | 265.000     | 404.000     | 65,6        | 22         | 20         | 2          | 12.045                    | 6       | 2         | 22        | 18         |
| 2000 | 259.484     | 324.355     | 80,0        | 25         | 22         | 3          | 10.379                    | 6       | 3         | 31        | 18         |
| 2001 | 323.271     | 404.088     | 80,0        | 30         | 26         | 4          | 10.775                    | 9       | 4         | 56        | 22         |
| 2002 | 343.930     | 404.623     | 85,0        | 33         | 28         | 5          | 10.422                    | 9       | 5         |           | 22         |
| 2003 | 343.930     | 404.623     | 85,0        | 32         | 26         | 6          | 10.747                    | 9       | 6         | 64        | 23         |
| 2004 | 343.930     | 404.623     | 85,0        | 32         | 26         | 6          | 10.747                    | 9       | 6         | 62        | 23         |
| 2006 | 352.000     | 414.000     | 85,0        | 38         | 30         | 8          | 9.263                     | 5       | 8         | 61        | 23         |
| 2013 | 403.000     | 455.000     | 88,6        | 42         | 39         | 3          | 9.595                     | 7       | 3         | 66        | 27         |
| 2016 | 412.800     | 466.800     | 88,4        | 52         | 45         | 7          | 7.938                     | 7       | 10        | 61        | 30         |
| 2019 | 422.750     | 478.000     | 88,4        | 51         | 47         | 4          | 8.289                     | 22      | 5         | 53        | 32         |
| 2021 | 429.365     | 485.600     | 88,4        | 55         | 48         | 7          | 7.806                     | 20      | 8         | 55        | 32         |